# U-21-Faustball-Europameisterschaft 2012
Die 13. Faustball-Europameisterschaft für U21-Mannschaften fand vom 13. Juli bis zum 14. Juli 2012 in Diepoldsau (Schweiz) gleichzeitig mit der Europameisterschaft 2012 der Frauen statt. Die Schweiz war zum dritten Mal Ausrichter der Faustball-Europameisterschaft für U21-Mannschaften. Die deutsche Mannschaft gewann das Turnier nach einem 3:2-Sieg über Österreich.

## Vorrunde
| Rang | Team        | Sätze | Ballverh. | Punkte |
| ---- | ----------- | ----- | --------- | ------ |
| 1.   | Österreich  | 7:2   | 96:74     | 6:2    |
| 2.   | Schweiz     | 6:2   | 80:42     | 6:2    |
| 3.   | Deutschland | 6:3   | 88:67     | 6:2    |
| 4.   | Tschechien  | 2:6   | 56:79     | 2:6    |
| 5.   | Katalonien  | 0:8   | 30:88     | 0:6    |

Spielergebnisse
| 13. Juli | Schweiz     | – | Katalonien  | 2:0 | (11:0, 11:3)         |
| 13. Juli | Deutschland | – | Tschechien  | 2:0 | (11:7, 11:6)         |
| 13. Juli | Schweiz     | – | Tschechien  | 2:0 | (11:3, 11:5)         |
| 13. Juli | Österreich  | – | Katalonien  | 2:0 | (11:7, 11:5)         |
| 13. Juli | Schweiz     | – | Österreich  | 0:2 | (8:11, 6:11)         |
| 13. Juli | Deutschland | – | Katalonien  | 2:0 | (11:2, 11:0)         |
| 13. Juli | Österreich  | – | Deutschland | 1:2 | (12:10, 12:14, 6:11) |
| 13. Juli | Tschechien  | – | Katalonien  | 2:0 | (11:5, 11:8)         |
| 13. Juli | Schweiz     | – | Deutschland | 2:0 | (11:3, 11:6)         |
| 13. Juli | Österreich  | – | Tschechien  | 2:0 | (11:9, 11:4)         |

## Qualifikationsspiel für das Spiel um Platz 3
| Qualifikationsspiel |            |   |            |     |                           |
| 14. Juli            | Tschechien | – | Katalonien | 3:1 | (12:10, 11:7, 9:11, 11:3) |

## Halbfinale
| Halbfinale |         |   |             |     |                          |
| 14. Juli   | Schweiz | – | Deutschland | 1:3 | (7:11, 11:5, 8:11, 6:11) |

## Platzierungs- und Finalspiele
| Spiel um Platz 3 |            |   |             |     |                                 |
| 14. Juli         | Schweiz    | – | Tschechien  | 3:0 | (11:7, 11:5, 11:5)              |
| Finale           |            |   |             |     |                                 |
| 14. Juli         | Österreich | – | Deutschland | 2:3 | (11:9, 8:11, 11:9, 13:15, 8:11) |

## Endergebnis
| Platz | Land        | Flagge      | Code  |
| ----- | ----------- | ----------- | ----- |
| 1.    | Deutschland | Deutschland | GER   |
| 2.    | Österreich  | Osterreich  | AUT   |
| 3.    | Schweiz     | Schweiz     | SUI   |
| 4.    | Tschechien  | Tschechien  | CZE   |
| 5.    | Katalonien  | Katalonien  | ES-CT |